# Les Étilleux

Les Étilleux este o comună în departamentul Eure-et-Loir, Franța. În 1 ianuarie 2022 avea o populație de 194 de locuitori.